# Knuppelpad

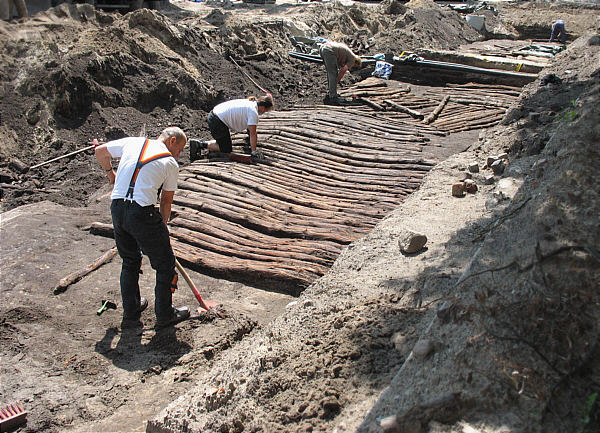
Knuppelweg uit de 16e eeuw, opgegraven bij Oranienburg, Duitsland.

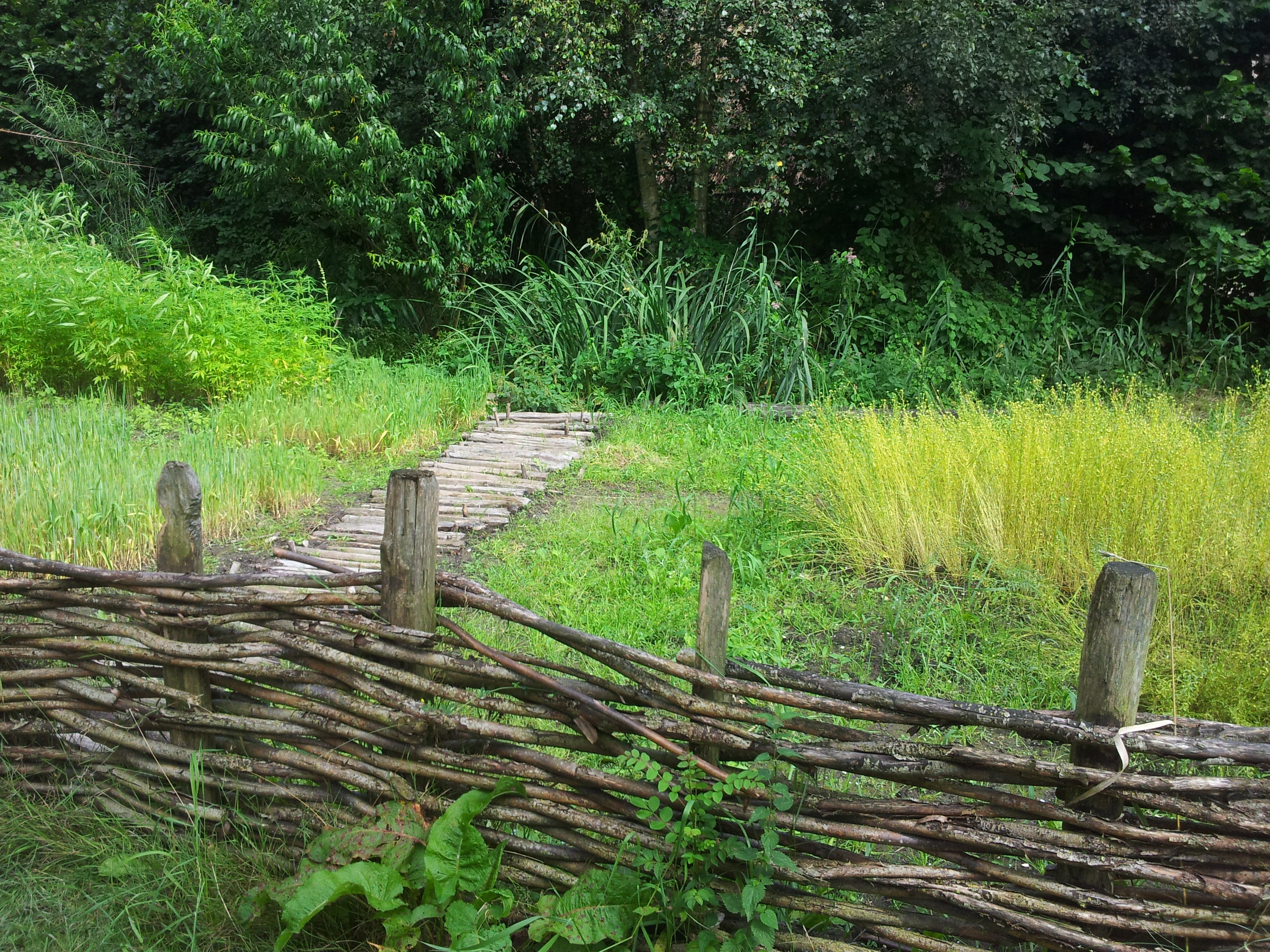
Knuppelpad in Museumpark Archeon

Een knuppelpad (ook houtpad, knuppeldam, knuppelbrug, knuppelweg, veenweg, paaltjesweg, Suriname: barbecot) is een houten pad dat is aangelegd door een moerasachtig terrein, of kwetsbare natuur, zodat dit zonder problemen kan worden overgestoken.
Knuppelwegen waren al bekend bij de Romeinen en bij Glastonbury in Engeland is een knuppelweg uit 4000 v.Chr. gevonden. Zulke wegen bestaan uit aan elkaar, dwars op het pad gelegde dunne boomstammen, palen, dikke boomtakken of soms houten balken, dit in tegenstelling tot vlonderpaden die met planken zijn geconstrueerd. Teruggevonden, vóór de middeleeuwen aangelegde paden hebben meestal een fundering van zwaardere liggers in de lengte van het pad. Moderne paden zijn meer vrij van de ondergrond geconstrueerd.
De benaming van het pad is vaak regiogebonden. In De Peel in Brabant wordt gesproken van knuppelpaden en in de veengebieden van Drenthe van knuppelbruggen of veenwegen.

## Nederland

### Eindhoven
Bij opgravingen kort na 1945 hebben archeologen ontdekt dat onder de hoofdverkeersader van de stad Eindhoven een knuppelweg heeft gelegen. Een veldweg met de naam "Paaltjesweg" heeft daarnaast tot ca. 1960 het stadsdeel Strijp met het centrum van Eindhoven verbonden.
Resten van knuppelwegen zijn onder meer nog aanwezig in de drassige grond langs de Rondweg in Eindhoven nabij de samenloop van de Dommel en de Tongelreep.

### Zutphen
Bij opgravingen in september 2013 werden in het centrum van Zutphen restanten van een knuppelweg uit de 13e eeuw blootgelegd.